# 平田郵便局 (山形県)
平田郵便局（ひらたゆうびんきょく）は、山形県酒田市にある郵便局。
郵便区番号「999-67」及び「999-68」の配達を受け持つ。

## 概要
住所：〒999-6799 山形県酒田市飛鳥大道端25-28

## 郵便区内の無集配郵便局
- 飽海田沢郵便局：〒999-6731　山形県酒田市田沢寺の下2-3
- 北俣簡易郵便局：〒999-6741　山形県酒田市北俣落シ下4-2
- 砂越緑町簡易郵便局：〒999-6702　山形県酒田市砂越緑町6-12
- 松山郵便局：〒999-6861　山形県酒田市山田23-7
  -  臼ケ沢簡易郵便局：〒999-6815　山形県酒田市臼ケ沢池田通115-7

## 沿革
- 1874年（明治7年） - 飛鳥郵便取扱所として開局[2]。
- 1875年（明治8年）1月1日 - 五等郵便局の飛鳥郵便局となる[2]。
- 1885年（明治18年）10月1日 - 貯金預所設置[3]。
- 1886年（明治19年）4月26日 - 三等郵便局となる[4]。
- 1889年（明治22年）3月31日 - 廃止[5]。
- 1903年（明治36年）12月10日 - 飛鳥郵便受取所として開局、郵便貯金事務も取扱う[6]。
- 1905年（明治38年）4月1日 - 郵便受取所から三等郵便局に変更、飛鳥郵便局となる[7]。
- 1906年（明治39年）1月1日 - 南平田郵便局に改称[8]。
- 1909年（明治42年）9月16日 - 電信事務開始[9]。
- 1911年（明治44年）8月21日 - 電話通話事務開始[10]。
- 1916年（大正5年）8月1日 - 集配事務開始[11]。
- 1925年（大正14年）6月11日 - 集配区内に東平田郵便局（三等、無集配）開局[12]。
- 1926年（大正15年）8月26日 - 特設電話加入申請受理開始[13]。
- 1927年（昭和2年）3月21日 - 電話交換業務開始、併せて加入者の託送電報も取扱う[14]。
- 1937年（昭和12年）
  - 5月11日 - 東平田郵便局にて電話事務開始[15]。
  - 10月6日 - 東平田郵便局にて電話交換業務開始[16]。
- 1951年（昭和26年）3月16日 - 郵便区内に北俣簡易郵便局開局[17]。
- 1965年（昭和40年）9月1日 - 平田郵便局に改称[18]。
- 1968年（昭和43年）6月23日 - 平田郵便局と飽海田沢郵便局にて電話交換及び和文電報配達業務廃止、山形平田電報電話局に移管[19]。
- 1975年（昭和50年）10月15日 - 東平田郵便局にて電話交換及び和文電報配達業務廃止、電話交換は酒田電報電話局、和文電報配達は山形平田電報電話局に移管[20]。
- 1979年（昭和54年）11月1日 - 郵便区内に砂越緑町簡易郵便局開局[21]。
- 1985年（昭和60年）10月30日 - 平田郵便局と飽海田沢郵便局にて風景入通信日附印使用開始[22]。
- 1992年（平成4年）10月5日 - 飽海田沢郵便局の集配業務を継承[23]。
- 2005年（平成17年）11月1日 - 平田町が合併し、酒田市の郵便局となる[24]。
- 2019年（平成31年）3月4日 - 松山郵便局の集配業務を継承。

## 周辺
- 酒田市立南平田小学校
- 酒田警察署平田駐在所
- 酒田市平田総合支所